# ヴェデラーゴ
ヴェデラーゴ（伊: Vedelago）は、イタリア共和国ヴェネト州トレヴィーゾ県にある、人口約17,000人の基礎自治体（コムーネ）。

## 地理

### 位置・広がり

#### 隣接コムーネ
隣接するコムーネは以下の通り。括弧内のPDはパドヴァ県所属を示す。
- アルティーヴォレ
- カステルフランコ・ヴェーネト
- イストラーナ
- モンテベッルーナ
- ピオンビーノ・デーゼ (PD)
- レザーナ
- リエーゼ・ピオ・デーチモ
- トレヴィニャーノ

### 気候分類・地震分類
気候分類では、zona E, 2418 GGに分類される。
また、イタリアの地震リスク階級 (it) では、zona 2 (sismicità media) に分類される。

## 行政

### 分離集落
ヴェデラーゴには、以下の分離集落（フラツィオーネ）がある。
- Albaredo, Barcon, Casacorba, Cavasagra, Fanzolo, Fossalunga